# Margaux (Weinbaugebiet)

Die Weinbaugebiete des Médoc: Die Flächen von Margaux sind in kastanienbrauner Farbe dargestellt.

Das Weinbaugebiet Margaux in der Weinbauregion Bordeaux ist aufgrund seines Rotweines weltberühmt.
Unter den großen Rotweinen des Médoc zeichnet sich der Margaux durch seine besondere Finesse aus. Die unbestrittene Spitze stellt das nach dem Ort benannte Château Margaux dar.
Zum Gebiet der Appellation Margaux gehören neben Margaux auch noch die Gemeinden Cantenac, Soussans und Labarde sowie Teile von Arsac. Insgesamt können ca. 1.100 Hektar Anbaufläche bestockt werden. Als Rebsorten sind in Margaux (wie im gesamten Bordelais) Cabernet-Sauvignon, Cabernet Franc, Carménère, Merlot, Malbec sowie Petit Verdot zugelassen. Die Weine müssen nach der Vergärung einen Mindestalkoholgehalt von 10,5° aufweisen. Der Ertrag darf 40 hl/ha nicht übersteigen.
Die Appellation gilt ausschließlich für Rotwein. Einziger bedeutender Weißwein von Margaux ist der als Bordeaux AOC verkaufte Pavillon Blanc von Château Margaux.
Margaux ist auch als weiblicher Vorname bekannt. Die älteste Enkelin von Ernest Hemingway, der den Wein aus Margaux sehr mochte, wurde nach diesem Ort – oder nach diesem Wein – Margaux Hemingway gerufen, obwohl sie Margot Louise hieß.

## Liste der bekanntesten Weingüter in Margaux
Neben Château Margaux gibt es noch 20 Cru Classé-Weingüter.

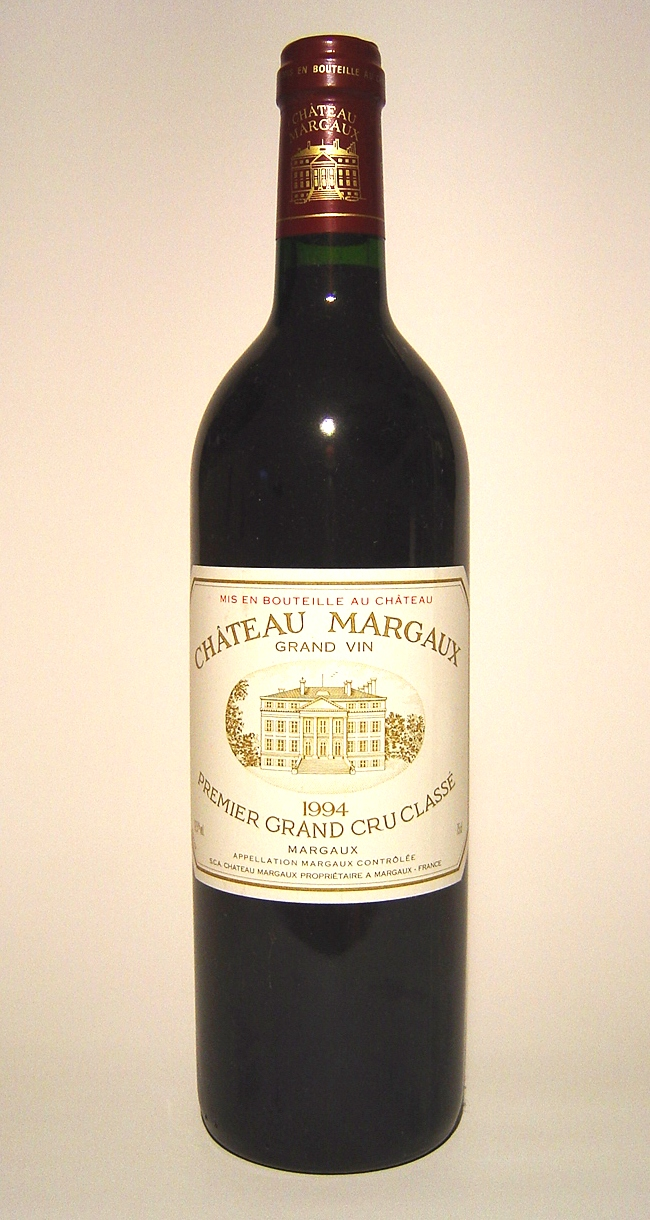
1994er Château Margaux, Premier Grand Cru Classé

| Premiers crus Château Margaux Deuxième crus Château Brane-Cantenac Château Durfort-Vivens Château Lascombes Château Rauzan-Ségla Château Rauzan-Gassies Troisième crus Château Boyd-Cantenac Château Cantenac-Brown Château Desmirail Château Ferrière Château Giscours Château d’Issan Château Kirwan Château Malescot Saint-Exupéry Château Marquis d’Alesme-Becker Château Palmer Quatrième cru Château Marquis de Terme Château Pouget Château Prieuré-Lichine Cinquièmes crus Château Dauzac Château du Tertre |